# 16154 Dabramo
16154 Dabramo este un asteroid din centura principală de asteroizi.

## Descriere
16154 Dabramo este un asteroid din centura principală de asteroizi. A fost descoperit pe 1 ianuarie 2000 la San Marcello Pistoiese de Andrea Boattini și Maura Tombelli. Asteroidul prezintă o orbită caracterizată de o semiaxă mare de 3,20 ua, o excentricitate de 0,04 și o înclinație de 6,2° în raport cu ecliptica.